# Naide Gomesová
Enezenaide do Rosário da Vera Cruz Gomesová (* 20. listopadu 1979 São Tomé, Svatý Tomáš a Princův ostrov) je bývalá portugalská atletka, vícebojařka a dálkařka.

## Kariéra
Na letní olympiádě v Sydney nesla při zahajovacím ceremoniálu vlajku své rodné země. Výprava Svatého Tomáše a Princova ostrova čítala dva atlety. Naide Gomesová se zúčastnila rozběhu na 100 metrů překážek. V roce 2001 dostala portugalské občanství a od té doby reprezentuje Portugalsko.
Do roku 2005 se věnovala především halovému pětiboji a sedmiboji pod otevřeným nebem. Mezi její největší úspěchy v těchto disciplínách patří titul halové mistryně světa z roku 2004 a titul halové vicemistryně Evropy 2002. Na letních olympijských hrách v Athénách skončila v sedmiboji na třináctém místě. O rok později na MS 2005 v Helsinkách skončila s výkonem 6 189 bodů sedmá.
Ve skoku dalekém zaznamenala větší úspěchy. V Göteborgu se stala vicemistryni Evropy 2006, je halovou mistryní světa (2008) a dvojnásobnou halovou mistryní Evropy (2005, 2007). Na letní univerziádě 2005 v İzmiru získala stříbrnou medaili. Zklamáním pro ni naopak skončila účast na olympiádě v Pekingu, kde nepostoupila z kvalifikace. 
Na mistrovství světa 2009 v Berlíně předvedla v kvalifikaci nejdelší skok ze všech závodnic 686 cm. Ve finále nakonec obsadila čtvrté místo, když její nejdelší pokus měřil 677 cm. Po dopingovém nálezu a následné diskvalifikaci Rusky Taťjany Lebeděvové obdržela v roce 2018 zpětně bronzovou medaili.

## Osobní rekordy
- hala – 700 cm – 9. března 2008, Valencie
- dráha – 712 cm – 29. července 2008, Monako